# Ptaki Nocy (i fantastyczna emancypacja pewnej Harley Quinn)
Ptaki Nocy (i fantastyczna emancypacja pewnej Harley Quinn) (oryg. Birds of Prey (and the Fantabulous Emancipation of One Harley Quinn)) – amerykański fantastycznonaukowy film akcji na podstawie serii komiksów o grupie superbohaterek o tej samej nazwie wydawnictwa DC Comics. Za reżyserię odpowiada Cathy Yan, a za scenariusz Christina Hodson. W rolach głównych występują: Margot Robbie, Mary Elizabeth Winstead, Jurnee Smollett-Bell, Rosie Perez, Chris Messina, Ella Jay Basco i Ewan McGregor.
Film opowiada historię Harley Quinn, która łączy siły z Black Canary, Huntress i Renee Montoyą, aby uratować Cassandrę Cain przed przestępcą nazywanym Black Mask.
Jest to ósmy film należący do franczyzy DC Extended Universe. Jego światowa premiera miała miejsce 25 stycznia 2020 w Meksyku. W Polsce zadebiutował on 7 lutego 2020.

## Obsada
- Margot Robbie jako Harleen Quinzel / Harley Quinn, była lekarz psychiatrii, która późnej stała się przestępczynią wcieloną do Legionu Samobójców[2].
- Mary Elizabeth Winstead jako Helena Bertinelli / Huntress, córka mafijnego gangstera Franco Bertinelliego, która postanowiła zwalczać przestępczość[3].
- Jurnee Smollett-Bell jako Dinah Lance / Black Canary[3].
- Rosie Perez jako Renee Montoya[4].
- Chris Messina jako Victor Zsasz, seryjny morderca, który zaznacza na swoim ciele liczbę swoich ofiar[5].
- Ella Jay Basco jako Cassandra Cain, młoda dziewczyna, której zagraża Black Mask[6].
- Ewan McGregor jako Roman Sionis / Black Mask, brutalny przestępca, który zagraża Cassandrze Cain[7].

Ponadto Charlene Amoia gra Marię Bertinelli, matkę Heleny i żonę Franco. W filmie występują również: Ali Wong, Steven Williams, Derek Wilson, Dana Lee, François Chau, Matthew Willig i Robert Catrini.

## Produkcja

### Rozwój projektu
W maju 2016 roku, przed premierą Legionu samobójców, Warner Bros. Pictures poinformowało, że planuje spin-off z Harley Quinn w roli głównej, jak i inne filmy koncentrujące się wokół kobiecych postaci z komiksów DC Comics, takich jak Batgirl i Birds of Prey. Jednym z producentów filmu została Margot Robbie. W listopadzie tego samego roku ujawniono, że scenariusz napisze Christina Hodson. W kwietniu 2018 roku studio zatrudniła Cathy Yan na stanowisku reżysera filmu. Robbie współprodukuje film poprzez swoją firmę LuckyChap Entertainment razem z Sue Kroll i Bryanem Unklessem przez firmy Kroll & Co. Entertainment i Clubhouse Pictures.
W lipcu 2018 roku film wszedł w fazę preprodukcji. W tym samym miesiącu ujawniono, że w skład grupy, poza Harley Quinn, wejdą Black Canary, Huntress, Cassandra Cain i Renee Montoya. Pod koniec września tego samego roku studio wyznaczyło datę amerykańskiej premiery na 7 lutego 2020 roku. Natomiast w listopadzie Robbie poinformowała o pełnym tytule filmu Birds of Prey (and the Fantabulous Emancipation of One Harley Quinn).

### Casting
W maju 2016 roku poinformowano, że Margot Robbie powróci jako Harley Quinn. Castingi rozpoczęły się w sierpniu 2018 roku. We wrześniu poinformowano, że Janelle Monáe, Gugu Mbatha-Raw i Jurnee Smollett-Bell brane są pod uwagę do roli Black Canary, a Sofia Boutella, Margaret Qualley, Mary Elizabeth Winstead i Cristin Milioti ubiegają się o rolę Huntress. Justina Machado i Roberta Colindrez przesłuchane zostały do roli Renee Montoyi. Studio również rozpoczęło poszukiwania dwunastolatki do roli Cassandry Cain.
Pod koniec miesiąca ujawniono, że Smollett-Bell i Winstead zostały obsadzone jako Black Canary i Huntress. Wtedy też poinformowano, że Ewan McGregor i Sharlto Copley brani są pod uwagę do roli Black Mask. W październiku Rosie Perez dostała angaż do roli Renee Montoyi, natomiast w listopadzie McGregor dołączył do obsady jako Black Mask, a Ella Jay Basco jako Cassandra Cain. W grudniu tego samego roku ujawniono, że Chris Messina zagra Victora Zsasza. Do obsady dołączyli wtedy również Steven Williams, Derek Wilson, Dana Lee, François Chau, Matthew Willig, Robert Catrini i Ali Wong. W lutym 2019 roku dołączyła Charlene Amoia.

### Zdjęcia i postprodukcja
Zdjęcia do filmu rozpoczęły się w Los Angeles w 14 stycznia 2019 roku pod roboczym tytułem Fox Force Five, a zakończyły się 15 kwietnia 2019. Za zdjęcia odpowiadał Matthew Libatique. K. K. Barrett pracował nad scenografią, a kostiumami zajmowała się Erin Benach. Dodatkowe zdjęcia do filmu odbyły się we wrześniu 2019 roku.
Za montaż odpowiadali Jay Cassidy i Evan Schiff. Pracę nad efektami specjalnymi nadzorowali Mark Hawker i Fernando Zorrilla, a zajęły się nimi studia Method Studios, Weta Digital, Luma Pictures, Creature Effects, Day for Nite i Crafty Apes.

## Muzyka
We wrześniu 2019 roku poinformowano, że Daniel Pemberton został zatrudniony do skomponowania muzyki do filmu.

## Wydanie
Światowa premiera Ptaków Nocy (i fantastycznej emancypacji pewnej Harley Quinn) miała miejsce 25 stycznia 2020 roku w Meksyku. Podczas wydarzenia uczestniczyła obsada i produkcja filmu oraz zaproszeni specjalni goście. Premierze tej towarzyszył czerwony dywan oraz szereg konferencji prasowych.
W amerykańskich i polskich kinach film zadebiutował 7 lutego 2020 roku.

## Odbiór

### Box office
Budżet filmu jest szacowany na 84,5 milionów dolarów. W Stanach Zjednoczonych i Kanadzie film zarobił ponad 84 mln USD. W innych krajach przychody wyniosły blisko 118 mln, a łączny przychód z biletów około 202 miliony dolarów.

### Krytyka w mediach
Film spotkał się z pozytywną reakcją krytyków. W serwisie Rotten Tomatoes 79% z 431 recenzji jest pozytywne, a średnia ocen wyniosła 6,8/10. Na portalu Metacritic średnia ocen z 59 recenzji wyniosła 60 punktów na 100.